# Oktogon
Oktogon est une vaste place de Budapest

## Situation
Au cœur du quartier de Terézváros dans le 6e arrondissement, la place de forme octogonale se situe à l'intersection entre l'avenue Andrássy et le Grand boulevard.

## Dénomination
La place porte le nom de « place Mussolini » entre 1936 et 1945, sous les régimes de l'amiral Horthy et de Ferenc Szálasi. Pendant le régime communiste, elle est appelée « place du 7-Novembre » (November hetedike tér, couramment appelée Novhét tér), en référence à la révolution d'Octobre, le 7 novembre 1917 en Russie (25 octobre dans le calendrier julien).

## Transports
La station Oktogon permet la correspondance entre la ligne 1 du métro et les lignes 4 et 6 du tramway.